# Соколовка (Шаранський район)
Соколо́вка (рос. Соколовка, башк. Соколовка) — присілок у складі Шаранського району Башкортостану, Росія. Входить до складу Мічурінської сільської ради.
Населення — 36 осіб (2010; 40 у 2002).
Національний склад:
- росіяни — 42 %
- башкири — 27 %